# Szörényi László (irodalomtörténész)
Szörényi László (Budapest, 1945. március 22. –) Széchenyi-díjas magyar irodalomtörténész, kritikus, 1997 és 2012 között a Magyar Tudományos Akadémia Irodalomtudományi Intézetének igazgatója.

## Életpályája
Felsőfokú tanulmányokat az ELTE latin–görög–iranisztika szakán folytatott; 1968-ban szerezte diplomáját.
1968-ban lett az MTA Irodalomtudományi Intézetének előbb munkatársa, 1996-tól igazgatóhelyettese, majd a következő évben igazgatója.
1973-tól Szegeden a JATE-n dolgozott: először az összehasonlító irodalomtudományi tanszéken adjunktus, majd docens. 1997-től az olasz nyelv és irodalom, ezt követően pedig az összehasonlító irodalomtudományi tanszék egyetemi tanára. 2000-ben lett tanszékvezető, a neolatin tanszékcsoport vezetője, immár a Szegedi Tudományegyetemen.
Kutatási területe a magyarországi humanizmus, a magyarországi és az európai újlatin költészet, a XVII–XIX. századi irodalom, a XX. századi regény, valamint az élő magyar irodalom. 1982-től az irodalomtudomány kandidátusa, 2000-től az MTA doktora (1997-ben habilitált).
Szintén 1973-tól oktatott a XX. századi magyar regényekről az Eötvös Kollégiumban, egészen 1991-ig.
Az 1980-as években Szegeden az akkor még József Attila Tudományegyetem (ma Szegedi Tudományegyetem) Móra Ferenc Kollégiumában mintegy kihelyezett tanszékként a „tűrt” kategóriába tartozó magyar írók hosszú sorát látták vendégül Erdélyi Ágnes kollégium-igazgatóval.
1997-től az Irodalomtörténeti Közlemények főszerkesztője.
1980 és ’81 között Firenzében, 1986-ban a Columbia Egyetemen ösztöndíjas, majd 1990-ben a Bolognai Egyetem vendégtanáraként dolgozott.
1991–1995 között Magyarország római nagykövete, Máltára és San Marinóba is akkreditálva.
Tudományos művei között jelent meg 2002-ben a Philologica Hungarolatina. Sajtó alá rendezte többek közt Faludi Ferenc Téli éjszakák, Stein Aurél Ázsia halott szívében című műveit. Az 1980-as évek közepétől szépprózai írásokkal is jelentkezik.

## Díjak, elismerések
- Toldy Ferenc-díj (1990)
- Arany Páfrány (1994)
- József Attila-díj (1999)
- Arany János-díj (2010)
- Az Olasz Köztársasági Érdemrend parancsnoki fokozata (2010)
- Széchenyi-díj (2011)
- A Magyar Érdemrend tisztikeresztje (2016)

## Kötetei
- Hogyan él a múlt. Szörényi Lászlóval beszélget Hafner Zoltán; jav., bőv. kiad.; Nap, Bp., 2020
- Titkos örök kötél. Tanulmányok; Nap, Bp., 2020 (Magyar esszék)
- Eretnekek és próféták. Tanulmányok; Nap, Bp., 2019 (Magyar esszék)
- A mindenkit eltöltő balgaság dicsérete. Tárcák és tanulmányok; Nap, Bp., 2019 (Magyar esszék)
- Toldi uram dereka. Arany Jánosról; Nap, Bp., 2018
- Hunok és jezsuiták. Fejezetek a magyarországi latin honfoglalási epika történetéből; 2. jav., bőv. kiad.; Nap, Bp., 2018 (Magyar esszék)
- Arany János évében. Tárcák és tanulmányok; Nap, Bp., 2017 (Magyar esszék)
- A' bohóság lánczsora. Tárcák és tanulmányok; Nap, Bp., 2016 (Magyar esszék)
- Nem olvastam hiába. Beszélgetések; Nap, Bp., 2015 (Magyar esszék)
- A nagy, a várt, rettegett jövendő. Tanulmányok a XIX. századi magyar irodalomról; Balatonfüred Városért Közalapítvány, Balatonfüred, 2015 (Tempevölgy könyvek, 17.)
- Latin és röhej. Tárcák és tanulmányok; Nap, Bp., 2015 (Magyar esszék)
- "Már eleget éltünk?". Tárcák és nyakalások; Nap, Bp., 2014 (Magyar esszék)
- Az Isonzó a Dunába ömlik. Esszék, tanulmányok; Nap, Bp., 2013 (Magyar esszék)
- Hogyan él a múlt. Szörényi Lászlóval beszélget Hafner Zoltán; Vigilia, Bp., 2013
- Created for harmony. Studies and essays on King Matthias (Harmóniára teremtve angolul); ford. Judith Pethő-Szirmai, Veronika Kniezsa; Lucidus, Bp., 2012 (Books on minority studies)
- Éljen Kun Béla! Susy nimfomán; Kortárs, Bp., 2012 (Kortárs próza)
- Petrarca Budapesten: Esszék, tanulmányok; Nap, Bp., 2011 (Magyar esszék)
- "Újzélandot választottam ki új hazámul". Tanulmányok, esszék, kritikák; Kortárs, Bp., 2010 (Kortárs tanulmány)
- Önfiloszhattyú. Irodalomtörténeti rejtélyek; Balassi, Bp., 2010
- Delfinárium. Filológiai groteszkek; 3. jav., bőv. kiad.; Helikon, Bp., 2010
- Harmóniára teremtve. Tanulmányok Mátyás királyról; Lucidus, Bp., 2009 (Kisebbségkutatás könyvek)
- Fasti Hungariae. Studi sulla filologia neolatina e sulle relazioni italo-ungheresi; előszó Amedeo Quondam, szerk. Pálmai Nóra, ford. olaszra Eszter De Martin et al.; Lithos, Róma, 2007
- "Álmaim is voltak, voltak...". Tanulmányok a XIX. századi magyar irodalomról; Akadémiai, Bp., 2004
- Philologica Hungarolatina. Tanulmányok a magyarországi neolatin irodalomról; Kortárs, Bp., 2002
- Pitkä viini (Hosszúlépés); ford. finnre Pasi Koste; Nastamuumio, Helsinki, 2000
- Arcades ambo: Relazioni letterarie italo-ungheresi e cultura neo-latina, 1999
- Studia Hungarolatina. Tanulmányok a régi magyar és a neolatin irodalomról; Kortárs, Bp., 1999
- Arcades ambo. Relazioni letterarie italo-ungheresi e cultura neo-latina (tanulmányok olasz, francia és latin nyelven); Rubbettino, Soveria Mannelli, 1999 (Danubiana, 3.)
- Delfinárium. Filológiai groteszkek; Felsőmagyarország, Miskolc, 1998
- Szabó G. Zoltán–Szörényi László: Kis magyar retorika. Bevezetés az irodalmi retorikába (felsőoktatási tankönyv); Helikon, Bp., 1997 (Helikon universitas. Irodalom)
- Hosszúlépés. Kisprózák, 1989-1990; a szerző gyermekkori rajzaival; Pesti Szalon, Bp., 1997
- Memoria Hungarorum. Tanulmányok a régi magyar irodalomról; Balassi, Bp., 1996
- Hunok és jezsuiták. Fejezetek a magyarországi latin hősepika történetéből; latin szövegford. Csonka Ferenc; AmfipressZ, Bp., 1993
- "Multaddal valamit kezdeni". Tanulmányok; Magvető, Bp., 1989 (JAK füzetek, 45.)
- Szabó G. Zoltán–Szörényi László: Kis magyar retorika. Bevezetés az irodalmi retorikába; Tankönyvkiadó, Bp., 1988

Csak a saját önálló kiadványok – a szerkesztőként jegyzett kötetek, illetve folyóiratcikkek, szakkönyv-fejezetek, konferencia-közlemények nélkül.

## Szerkesztői munkássága
- Bibliotheca Scriptorum Medii Recentisque Aevorum
- Vigilia
- Magyar Napló
- BUKSZ
- Az ősi magyar hitvilág. Válogatás a magyar mitológiával foglalkozó XVIII-XIX. századi művekből; szerk. Diószegi Vilmos, jegyz. Szörényi László; Madách–Gondolat, Bratislava–Bp., 1971 (A magyar néprajz klasszikusai)
- "Ragyognak tettei ...". Tanulmányok Vörösmartyról; szerk. Horváth Károly, Lukácsy Sándor, Szörényi László; Fejér Megyei Tanács, Székesfehérvár, 1975
- Somogyi Sándor: Gyulai és kortársai. Fejezetek egy negyedszázad irodalomtörténetéből; sajtó alá rend. Szörényi László; Akadémiai, Bp., 1977
- Téli éjszakák. Válogatás Faludi Ferenc prózai műveiből; vál., szerk., jegyz., utószó Szörényi László, előszó Rónay György; Magvető, Bp., 1978 (Magyar tallózó)
- Irodalmi szöveggyűjtemény; összeáll. Szegedy-Maszák Mihály, Szörényi László, Veres András; Tankönyvkiadó, Bp., 1980
- Irodalmi szöveggyűjtemény; 2., jav. kiad.; összeáll. és jegyz. Szegedy-Maszák Mihály, Szörényi László, Veres András; Tankönyvkiadó, Bp., 1982
- Hungaria litterata, Europae filia; szerk. Kurucz Gyula, Szörényi László; ford. angolra Pásztor Eszter; Magyar Könyvkiadók és Könyvterjesztők Egyesülése, Bp., 1985
- Hungaria litterata, Europae filia. Studien über die kulturellen Kontakte Ungarns zur Welt; szerk. Kurucz Gyula, László Szörényi, ford. németre Dagmar Fischer, Regina Hessky; Magyar Könyvkiadók és Könyvterjesztők Egyesülése, Bp., 1986
- Stein Aurél: Ázsia halott szívében. Válogatott írások; [vál., szerk., szöveggond., utószó Szörényi László; Helikon, Bp., 1986
- Levelek és vitairatok. Verseghy Ferenc és kortársai a Káldi-féle bibliafordítás új, javított kiadásáról; az anyagot gyűjt. Szörényi László; előszó Horváth Károly, szerk. és bev. Szurmay Ernő, ford. Borók Imre, Győri Gyula, Imre István; Verseghy Ferenc Megyei Könyvtár, Szolnok, 1987
- "Tagjai vagyunk egymásnak". A Tarzuszi szavaival köszöntik a hetvenéves Mészöly Miklóst barátai; szerk. Alexa Károly, Szörényi László; Szépirodalmi–Európa Alapítvány, Bp., 1992
- Serta Jimmyaca. Emlékkönyv Kelemen János 60. születésnapjára; szerk. Szörényi László, Takács József; Balassi, Bp., 2004
- Stein Aurél: Ázsia halott szívében. Válogatott írások; 2. jav. kiad.; vál., szerk., szöveggond., utószó Szörényi László; Helikon, Bp., 2004
- Krúdy Gyula: Szent Margit. Mesemondás; sajtó alá rend., utószó Szörényi László; Szent István Társulat, 2005
- Francesco Petrarca: Diadalmenetek. Triumphi (kétnyelvű kiadás); ford. Hárs Ernő, előszó, életrajz, bibliográfia Szörényi László; Eötvös, Bp., 2007 (Eötvös klasszikusok, 84.)
- Varietas gentium – communis latinitas. A XIII. Neolatin Világkongresszus (2006) szegedi előadásai; szerk. Szörényi László, Lázár István Dávid; JATEPress, Szeged, 2008 (Szövegek és tanulmányok a neolatin filológia köréből. I., Tanulmányok)
- Bacchus kocsmája; összeáll. Szörényi László; Kortárs, Bp., 2015 (Borozgató magyarok, 1.)
- Kozma Andor: A karthágói harangok. Válogatott versek és prózai írások; vál., szerk., jegyz. Tasnádi Kovács Péter, szerk, utószó Szörényi László; Napkút, Bp., 2016 (Remekírók retró, 8.)

## Szervezeti tagság
- Magyar Művészeti Akadémia (levelező tag)
- Nemzetközi Összehasonlító Irodalomtudományi Szövetség (Association Internationale de la Littérature comparée)
- Magyar Irodalomtörténeti Társaság
- Magyar Írószövetség
- Mészöly Miklós Egyesület
- MTA Irodalomtudományi Bizottság
- MTA Neolatin Munkabizottság
- Nemzetközi Retorikatörténeti Társaság
- Nemzetközi Magyarságtudományi Társaság
- Societas Internationalis Studiis Neolatinis Provehendis